# Peter Paul (homme politique)
Peter Macdonald Paul, né le 24 décembre 1925 à Apia et mort le 17 octobre 2008 dans cette même ville, est un homme politique samoan.

## Biographie
« Macdonald » est le nom de jeune fille de sa mère. Son grand-père paternel, également appelé Peter Paul, est un ingénieur allemand qui bâtit des comptoirs aux Tonga pour des commerçants allemands, puis le premier moulin à sucre des Fidji, avant de s'installer aux Samoa en 1881 et d'y construire « bon nombre des bâtiments autour d'Apia »,. Son père est Eugene Paul, qui devient en 1958 le premier chef du gouvernement des Samoa dans le cadre de la transition de la colonie vers l'indépendance,. Peter Macdonald Paul épouse en 1951 Joyce Moors, fille de Harry William Moors, un entrepreneur et fondateur de l'équipe des Samoa de rugby à XV, qui est lui-même le fils de Harry Jay Moors, colon américain et proche de Robert Louis Stevenson devenu l'un des principaux commerçants de l'archipel samoan.
Aux élections législatives samoanes de 1967, les deuxièmes après l'indépendance des Samoa-Occidentales en 1962, il se présente comme candidat indépendant dans la circonscription nationale réservée aux citoyens non-autochtones ou métissés, et est élu député à l'Assemblée législative des Samoa, aux côtés du candidat et député sortant Fred Betham. Il ne se représente pas aux élections qui suivent, sauf à celles de 1979, où il termine troisième (la circonscription élit deux députés), derrière George Lober et Ron Berking.